# Yonqui (novela)
Yonqui es la primera novela escrita por William S. Burroughs. Fue publicada en 1953. En esta novela Burroughs trata el tema de la adicción a las drogas -en especial la heroína- a través de su alter ego William Lee. Es considerada la novela más convencional de Burroughs.

## Argumento
La novela comienza con el principio de la adicción del protagonista. Éste la conoce a través de un amigo que le ofrece vender morfina y a raíz de eso, lo prueba. Sin embargo, no es un enganche inmediato, según el protagonista se necesitan dos pinchazos diarios durante dos meses para ser verdaderamente adicto a las drogas. En esta novela, se refiere a drogas las que se ingieren mediante un pinchazo en vena, del resto de drogas dice que no son peligrosas ni adictivas. La historia continua con la entrada del protagonista en el mundo de la droga en Nueva York. Durante esa época se dedica a traficar con marihuana, con droga, a robar a borrachos en el tren, etc. Después de un altercado con la ley decide ir a un centro de desintoxicación donde no aguanta más de una semana y acaba fugándose. Después se dirige a Nueva Orleans, donde el mundo de la droga es más complicado ya que no conoce a nadie allí. En Nueva Orleans mantiene algunas relaciones homosexuales y vuelve a recaer. Allí es detenido y casi encarcelado pero huye a México. En México intenta dejar la droga pero vuelve a fracasar una vez más. Finalmente se va a Colombia en busca de una droga desconocida y muy poderosa según dicen.